# Crystal Skate of Romania de 2015
Crystal Skate of Romania de 2015 foi a décima sexta edição do Crystal Skate of Romania, um evento anual de patinação artística no gelo de níveis sênior, júnior e noviço, organizado pela Federação Romena de Patinação (em romeno:  Federatia Romana de Patinaj). A competição foi disputada entre os dias 4 de novembro e 7 de novembro, na cidade de Brașov, Romênia.

## Eventos
- Individual masculino
- Individual feminino

## Medalhistas
| Evento                        | Ouro                           | Prata                             | Bronze                          |
| Sênior                        |                                |                                   |                                 |
| Individual masculino detalhes | Tomi Pulkinen · Finlândia      | Dorjan Kecskes · Romênia          | nenhum outro competidor         |
| Individual feminino detalhes  | Kim Tae-kyung · Coreia do Sul  | Frances Howell · Reino Unido      | Michelle Callison · Reino Unido |
| Júnior                        |                                |                                   |                                 |
| Individual masculino detalhes | Mikhail Medunitsa · Ucrânia    | Olexander Khilinichenko · Ucrânia | Ruaridh Fisher · Reino Unido    |
| Individual feminino detalhes  | Julia Sauter · Romênia         | Suzi Murray · Reino Unido         | Yancey Chan · Austrália         |
| Noviço avançado               |                                |                                   |                                 |
| Individual masculino detalhes | Não houve medalhistas          | Não houve medalhistas             | Não houve medalhistas           |
| Individual feminino detalhes  | Cleo Hamon · França            | Ines Dandois · França             | Ana Maria Ion · Romênia         |
| Noviço básico                 |                                |                                   |                                 |
| Individual masculino A        | Sebastian Radovan · Romênia    | Andrei Prisacaru · Romênia        | nenhum outro competidor         |
| Individual feminino A         | Andreea Ramona Voicu · Romênia | Karina Florica · Alemanha         | Andreea Comanescu · Romênia     |
| Individual feminino B         | Andreea Ureche · Romênia       | Cristiana Mihaela Silca · Romênia | Lucy Martin · Reino Unido       |

## Resultados

### Sênior

#### Individual masculino
| Pos.             | Nome           | Nacionalidade | Pontos | PC        | PL         |
| ---------------- | -------------- | ------------- | ------ | --------- | ---------- |
| Medalha de ouro  | Tomi Pulkinen  | Finlândia     | 162.52 | 57.77 (1) | 104.75 (1) |
| Medalha de prata | Dorjan Kecskes | Romênia       | 85.57  | 25.84 (2) | 59.73 (2)  |

#### Individual feminino
| Pos.              | Nome              | Nacionalidade | Pontos | PC        | PL        |
| ----------------- | ----------------- | ------------- | ------ | --------- | --------- |
| Medalha de ouro   | Kim Tae-Kyung     | Coreia do Sul | 111.81 | 34.93 (2) | 76.88 (1) |
| Medalha de prata  | Frances Howell    | Reino Unido   | 105.42 | 34.10 (3) | 71.32 (2) |
| Medalha de bronze | Michelle Callison | Reino Unido   | 97.01  | 36.46 (1) | 60.55 (3) |
| 4                 | Zselyke Kenez     | Romênia       | 89.25  | 29.06 (4) | 60.19 (4) |

### Júnior

#### Individual masculino júnior
| Pos.              | Nome                    | Nacionalidade | Pontos | PC        | PL        |
| ----------------- | ----------------------- | ------------- | ------ | --------- | --------- |
| Medalha de ouro   | Mikhail Medunitsa       | Ucrânia       | 137.90 | 51.60 (1) | 86.30 (1) |
| Medalha de prata  | Olexander Khilinichenko | Ucrânia       | 128.87 | 43.69 (2) | 85.18 (2) |
| Medalha de bronze | Ruaridh Fisher          | Reino Unido   | 119.96 | 42.15 (3) | 77.81 (4) |
| 4                 | Teo Guillaume           | França        | 119.26 | 41.00 (4) | 78.26 (3) |

#### Individual feminino júnior
| Pos.              | Nome             | Nacionalidade | Pontos | PC        | PL        |
| ----------------- | ---------------- | ------------- | ------ | --------- | --------- |
| Medalha de ouro   | Julia Sauter     | Romênia       | 103.19 | 36.34 (2) | 66.85 (1) |
| Medalha de prata  | Suzi Murray      | Reino Unido   | 102.54 | 37.52 (1) | 65.02 (2) |
| Medalha de bronze | Yancey Chan      | Austrália     | 96.34  | 35.89 (3) | 60.45 (4) |
| 4                 | Sophia Maarouf   | França        | 90.81  | 27.26 (7) | 63.55 (3) |
| 5                 | Shannon Carrick  | Reino Unido   | 86.82  | 32.28 (5) | 54.54 (6) |
| 6                 | Alina Martyniuk  | Ucrânia       | 84.66  | 28.27 (6) | 56.39 (5) |
| 7                 | Eve Cornet       | França        | 79.42  | 33.09 (4) | 46.33 (9) |
| 8                 | Andreea Caranfil | Romênia       | 75.87  | 23.94 (9) | 51.93 (7) |
| 9                 | Ana Catana       | Romênia       | 71.86  | 24.03 (8) | 47.83 (8) |

### Noviço avançado

#### Individual masculino noviço avançado
| Pos. | Nome                  | Nacionalidade | Pontos | PC     | PL |
| ---- | --------------------- | ------------- | ------ | ------ | -- |
| WD   | Nikita Alekxandrovych | Ucrânia       | —      | — (WD) |    |

#### Individual feminino noviço avançado
| Pos.              | Nome               | Nacionalidade | Pontos | PC        | PL        |
| ----------------- | ------------------ | ------------- | ------ | --------- | --------- |
| Medalha de ouro   | Cleo Hamon         | França        | 80.86  | 31.89 (1) | 48.97 (1) |
| Medalha de prata  | Ines Dandois       | França        | 76.21  | 27.80 (2) | 48.41 (2) |
| Medalha de bronze | Ana Maria Ion      | Romênia       | 61.49  | 22.66 (3) | 38.83 (3) |
| 4                 | Olexandra Borysiuk | Ucrânia       | 57.29  | 20.96 (4) | 36.33 (4) |

## Quadro de medalhas
Sênior
| Ordem | País          | Medalha de ouro | Medalha de prata | Medalha de bronze |   | Ordem por total |
| ----- | ------------- | --------------- | ---------------- | ----------------- | - | --------------- |
| 1     | Coreia do Sul | 1               |                  |                   | 1 | 2               |
| 1     | Finlândia     | 1               |                  |                   | 1 | 2               |
| 3     | Romênia       |                 | 1                |                   | 1 | 2               |
| 4     | Reino Unido   |                 | 1                | 1                 | 2 | 1               |
| TOTAL | TOTAL         | 2               | 2                | 1                 | 5 | —               |

Geral
| Ordem | País          | Medalha de ouro | Medalha de prata | Medalha de bronze |    | Ordem por total |
| ----- | ------------- | --------------- | ---------------- | ----------------- | -- | --------------- |
| 1     | Romênia       | 4               | 3                | 2                 | 9  | 1               |
| 2     | França        | 1               | 1                |                   | 2  | 3               |
| 2     | Ucrânia       | 1               | 1                |                   | 2  | 3               |
| 4     | Coreia do Sul | 1               |                  |                   | 1  | 5               |
| 4     | Finlândia     | 1               |                  |                   | 1  | 5               |
| 6     | Reino Unido   |                 | 2                | 3                 | 5  | 2               |
| 7     | Alemanha      |                 | 1                |                   | 1  | 5               |
| 8     | Austrália     |                 |                  | 1                 | 1  | 5               |
| TOTAL | TOTAL         | 8               | 8                | 6                 | 22 | —               |